# Place Marie-Claude-Vaillant-Couturier-et-Pierre-Villon
Place Marie-Claude-Vaillant-Couturier-et-Pierre-Villon je náměstí v Paříži v historické čtvrti Marais.

## Poloha
Náměstí leží ve 4. obvodu na křižovatce ulic Rue du Pont-Louis-Philippe a Rue Geoffroy-l'Asnier.

## Historie
Náměstí bylo vytvořeno v roce 2009 na ulici vedoucí podél Quai de l'Hôtel-de-Ville a téhož roku 14. května bylo pojmenováno na počest komunistické političky a členky francouzského odboje Marie-Claude Vaillant-Couturier (1912–1996).
O deset let později bylo k názvu připojeno jméno jejího manžela a též komunistického politika a odbojáře Pierra Villona (1901–1980). Pařížská rada v červenci 2019 rozhodla o názvu Place Marie-Claude-Vaillant-Couturier-et-Pierre-Villon.